# Reprezentacja Urugwaju w koszykówce mężczyzn

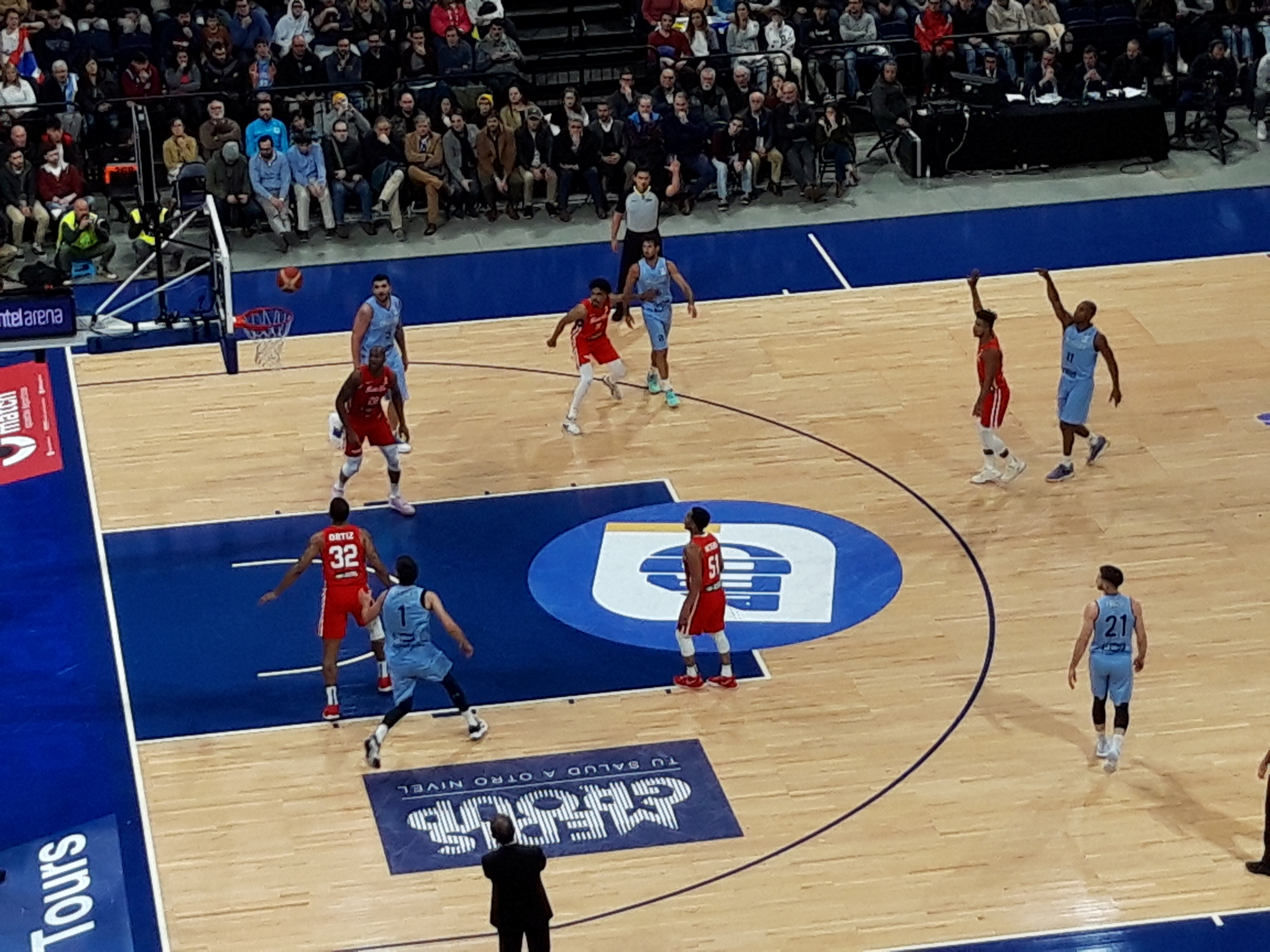
Mecz z reprezentacją Portoryka w eliminacjach do mistrzostw świata 2023, 2023 rok

Reprezentacja Urugwaju w koszykówce mężczyzn (hisz. Selección de baloncesto de Uruguay) – zespół koszykarski, reprezentujący Urugwaj w meczach i sportowych imprezach międzynarodowych, powoływany przez selekcjonera, w którym występować mogą wszyscy zawodnicy posiadający obywatelstwo urugwajskie, niezależnie od wieku, czy narodowości. Za jej funkcjonowanie odpowiedzialna jest Urugwajska Federacja Koszykówki (Federación Uruguaya de Basketball), która została dołączona do FIBA w 1936 roku.
Reprezentacja Urugwaju 7-krotnie uczestniczyła w turnieju olimpijskim: dwukrotnie zdobyła brązowy medal (1936, 1952 – jako jedna z trzech reprezentacji z Ameryki Południowej, obok reprezentacji Argentyny i reprezentacji Brazylii, która zdobyła medal olimpijski), 7-krotnie w mistrzostwach świata, 18-krotnie w mistrzostwach Ameryki, na których zdobyła wicemistrzostwo (1984), 9-krotnie w igrzyskach panamerykańskich: brązowy medal 2007 oraz 47-krotnie na mistrzostwach Ameryki Południowej: 11-krotnie mistrzostwo, 13-krotnie wicemistrzostwo oraz 12-krotnie 3. miejsce, dzięki czemu zajmuje 4. miejsce w klasyfikacji wszech czasów turnieju.

## Udział w turniejach międzynarodowych
| Udział w Igrzyskach Olimpijskich | Udział w Igrzyskach Olimpijskich | Udział w Igrzyskach Olimpijskich | Udział w Igrzyskach Olimpijskich | Udział w Igrzyskach Olimpijskich |
| Rok                              | Miejsce                          | M                                | W                                | P                                |
| -------------------------------- | -------------------------------- | -------------------------------- | -------------------------------- | -------------------------------- |
| 1936                             | 6. miejsce                       | 7                                | 4                                | 3                                |
| 1948                             | 5. miejsce                       | 8                                | 5                                | 3                                |
| 1952                             | 3. miejsce                       | 8                                | 5                                | 3                                |
| 1956                             | 3. miejsce                       | 8                                | 6                                | 2                                |
| 1960                             | 8. miejsce                       | 8                                | 2                                | 6                                |
| 1964                             | 8. miejsce                       | 9                                | 4                                | 5                                |
| 1968–1980                        | Nie zakwalifikowała się          | Nie zakwalifikowała się          | Nie zakwalifikowała się          | Nie zakwalifikowała się          |
| 1984                             | 6. miejsce                       | 8                                | 3                                | 5                                |
| 1988–2020                        | Nie zakwalifikowała się          | Nie zakwalifikowała się          | Nie zakwalifikowała się          | Nie zakwalifikowała się          |
| Razem                            | Razem                            | 56                               | 29                               | 27                               |

| Udział w mistrzostwach świata | Udział w mistrzostwach świata | Udział w mistrzostwach świata | Udział w mistrzostwach świata | Udział w mistrzostwach świata |
| Rok                           | Miejsce                       | M                             | W                             | P                             |
| ----------------------------- | ----------------------------- | ----------------------------- | ----------------------------- | ----------------------------- |
| 1950                          | Nie zakwalifikowała się       | Nie zakwalifikowała się       | Nie zakwalifikowała się       | Nie zakwalifikowała się       |
| 1954                          | 6. miejsce                    | 9                             | 4                             | 5                             |
| 1959                          | 9. miejsce                    | 6                             | 2                             | 4                             |
| 1963                          | 10. miejsce                   | 8                             | 4                             | 4                             |
| 1967                          | 7. miejsce                    | 6                             | 1                             | 5                             |
| 1970                          | 7. miejsce                    | 9                             | 2                             | 7                             |
| 1974                          | Nie zakwalifikowała się       | Nie zakwalifikowała się       | Nie zakwalifikowała się       | Nie zakwalifikowała się       |
| 1978                          | Nie zakwalifikowała się       | Nie zakwalifikowała się       | Nie zakwalifikowała się       | Nie zakwalifikowała się       |
| 1982                          | 11. miejsce                   | 7                             | 2                             | 5                             |
| 1986                          | 18. miejsce                   | 5                             | 2                             | 3                             |
| 1990–2023                     | Nie zakwalifikowała się       | Nie zakwalifikowała się       | Nie zakwalifikowała się       | Nie zakwalifikowała się       |
| Razem                         | Razem                         | 50                            | 17                            | 33                            |

| Udział w Mistrzostwach Ameryki | Udział w Mistrzostwach Ameryki | Udział w Mistrzostwach Ameryki | Udział w Mistrzostwach Ameryki | Udział w Mistrzostwach Ameryki |
| Rok                            | Miejsce                        | M                              | W                              | P                              |
| ------------------------------ | ------------------------------ | ------------------------------ | ------------------------------ | ------------------------------ |
| 1980                           | 7. miejsce                     | 6                              | 0                              | 6                              |
| 1984                           | Wicemistrzostwo                | 8                              | 6                              | 2                              |
| 1988                           | 4. miejsce                     | 6                              | 3                              | 3                              |
| 1989                           | Nie zakwalifikowała się        | Nie zakwalifikowała się        | Nie zakwalifikowała się        | Nie zakwalifikowała się        |
| 1992                           | 10. miejsce                    | 4                              | 0                              | 4                              |
| 1993                           | 10. miejsce                    | 4                              | 0                              | 4                              |
| 1995                           | 6. miejsce                     | 8                              | 4                              | 4                              |
| 1997                           | 8. miejsce                     | 8                              | 3                              | 5                              |
| 1999                           | 8. miejsce                     | 8                              | 1                              | 7                              |
| 2001                           | 8. miejsce                     | 8                              | 1                              | 7                              |
| 2003                           | 9. miejsce                     | 4                              | 0                              | 4                              |
| 2005                           | 8. miejsce                     | 8                              | 1                              | 7                              |
| 2007                           | 6. miejsce                     | 8                              | 3                              | 5                              |
| 2009                           | 6. miejsce                     | 8                              | 3                              | 5                              |
| 2011                           | 7. miejsce                     | 8                              | 2                              | 6                              |
| 2013                           | 7. miejsce                     | 8                              | 2                              | 6                              |
| 2015                           | 8. miejsce                     | 8                              | 2                              | 6                              |
| 2017                           | 6. miejsce                     | 3                              | 2                              | 1                              |
| 2022                           | 10. miejsce                    | 3                              | 0                              | 3                              |
| Razem                          | Razem                          | 118                            | 33                             | 85                             |

| Udział w Igrzyskach Panamerykańskich | Udział w Igrzyskach Panamerykańskich | Udział w Igrzyskach Panamerykańskich | Udział w Igrzyskach Panamerykańskich | Udział w Igrzyskach Panamerykańskich |
| Rok                                  | Miejsce                              | M                                    | W                                    | P                                    |
| ------------------------------------ | ------------------------------------ | ------------------------------------ | ------------------------------------ | ------------------------------------ |
| 1951–1959                            | Nie brała udziału                    | Nie brała udziału                    | Nie brała udziału                    | Nie brała udziału                    |
| 1963                                 | 4. miejsce                           | 6                                    | 2                                    | 4                                    |
| 1967–1983                            | Nie zakwalifikowała się              | Nie zakwalifikowała się              | Nie zakwalifikowała się              | Nie zakwalifikowała się              |
| 1987                                 | 7. miejsce                           | 7                                    | 2                                    | 5                                    |
| 1991                                 | 7. miejsce                           | 7                                    | 1                                    | 6                                    |
| 1995                                 | 4. miejsce                           | 7                                    | 2                                    | 5                                    |
| 1999                                 | 8. miejsce                           | 4                                    | 0                                    | 4                                    |
| 2003                                 | 8. miejsce                           | 5                                    | 1                                    | 4                                    |
| 2007                                 | 3. miejsce                           | 5                                    | 3                                    | 2                                    |
| 2011                                 | 8. miejsce                           | 4                                    | 1                                    | 3                                    |
| 2015                                 | Nie zakwalifikowała się              | Nie zakwalifikowała się              | Nie zakwalifikowała się              | Nie zakwalifikowała się              |
| 2019                                 | 6. miejsce                           | 4                                    | 1                                    | 3                                    |
| 2023                                 | Nie zakwalifikowała się              | Nie zakwalifikowała się              | Nie zakwalifikowała się              | Nie zakwalifikowała się              |
| Razem                                | Razem                                | 49                                   | 13                                   | 46                                   |

| Udział w Mistrzostwach Ameryki Południowej | Udział w Mistrzostwach Ameryki Południowej | Udział w Mistrzostwach Ameryki Południowej | Udział w Mistrzostwach Ameryki Południowej | Udział w Mistrzostwach Ameryki Południowej |
| Rok                                        | Miejsce                                    | M                                          | W                                          | P                                          |
| ------------------------------------------ | ------------------------------------------ | ------------------------------------------ | ------------------------------------------ | ------------------------------------------ |
| 1930                                       | Mistrzostwo                                | 6                                          | 6                                          | 0                                          |
| 1932                                       | Mistrzostwo                                | 5                                          | 4                                          | 1                                          |
| 1934                                       | 4. miejsce                                 | 6                                          | 2                                          | 4                                          |
| 1935                                       | 3. miejsce                                 | 4                                          | 1                                          | 3                                          |
| 1937                                       | Wicemistrzostwo                            | 8                                          | 5                                          | 3                                          |
| 1938                                       | 3. miejsce                                 | 4                                          | 2                                          | 2                                          |
| 1939                                       | Wicemistrzostwo                            | 4                                          | 3                                          | 1                                          |
| 1940                                       | Mistrzostwo                                | 5                                          | 5                                          | 0                                          |
| 1941                                       | 3. miejsce                                 | 5                                          | 3                                          | 2                                          |
| 1942                                       | Wicemistrzostwo                            | 5                                          | 4                                          | 1                                          |
| 1943                                       | Wicemistrzostwo                            | 8                                          | 6                                          | 2                                          |
| 1945                                       | Wicemistrzostwo                            | 7                                          | 5                                          | 2                                          |
| 1947                                       | Mistrzostwo                                | 6                                          | 3                                          | 3                                          |
| 1949                                       | Mistrzostwo                                | 8                                          | 4                                          | 4                                          |
| 1953                                       | Mistrzostwo                                | 4                                          | 1                                          | 3                                          |
| 1955                                       | Mistrzostwo                                | 8                                          | 5                                          | 3                                          |
| 1958                                       | 3. miejsce                                 | 4                                          | 2                                          | 2                                          |
| 1960                                       | 4. miejsce                                 | 4                                          | 3                                          | 1                                          |
| 1961                                       | Wicemistrzostwo                            | 5                                          | 3                                          | 2                                          |
| 1963                                       | 3. miejsce                                 | 7                                          | 5                                          | 2                                          |
| 1966                                       | 4. miejsce                                 | 6                                          | 3                                          | 3                                          |
| 1968                                       | Wicemistrzostwo                            | 8                                          | 4                                          | 4                                          |
| 1969                                       | Mistrzostwo                                | 8                                          | 4                                          | 4                                          |
| 1971                                       | Wicemistrzostwo                            | 4                                          | 3                                          | 1                                          |
| 1973                                       | 4. miejsce                                 | 6                                          | 3                                          | 3                                          |
| 1976                                       | 3. miejsce                                 | 8                                          | 4                                          | 4                                          |
| 1977                                       | Wicemistrzostwo                            | 8                                          | 4                                          | 4                                          |
| 1979                                       | 3. miejsce                                 | 8                                          | 4                                          | 4                                          |
| 1981                                       | Mistrzostwo                                | 5                                          | 3                                          | 2                                          |
| 1983                                       | 3. miejsce                                 | 7                                          | 5                                          | 2                                          |
| 1985                                       | Wicemistrzostwo                            | 6                                          | 3                                          | 3                                          |
| 1987                                       | 4. miejsce                                 | 8                                          | 4                                          | 4                                          |
| 1989                                       | 3. miejsce                                 | 8                                          | 4                                          | 4                                          |
| 1991                                       | 4. miejsce                                 | 6                                          | 3                                          | 3                                          |
| 1993                                       | 3. miejsce                                 | 5                                          | 3                                          | 2                                          |
| 1995                                       | Mistrzostwo                                | 8                                          | 6                                          | 2                                          |
| 1997                                       | Mistrzostwo                                | 7                                          | 5                                          | 2                                          |
| 1999                                       | 4. miejsce                                 | 6                                          | 3                                          | 3                                          |
| 2001                                       | 4. miejsce                                 | 8                                          | 4                                          | 4                                          |
| 2003                                       | 3. miejsce                                 | 6                                          | 4                                          | 2                                          |
| 2004                                       | 4. miejsce                                 | 6                                          | 3                                          | 3                                          |
| 2006                                       | Wicemistrzostwo                            | 4                                          | 2                                          | 2                                          |
| 2008                                       | Wicemistrzostwo                            | 6                                          | 4                                          | 2                                          |
| 2010                                       | 3. miejsce                                 | 5                                          | 3                                          | 2                                          |
| 2012                                       | 3. miejsce                                 | 5                                          | 3                                          | 2                                          |
| 2014                                       | 4. miejsce                                 | 5                                          | 2                                          | 3                                          |
| 2016                                       | 3. miejsce                                 | 6                                          | 4                                          | 2                                          |
| Razem                                      | Razem                                      | 286                                        | 269                                        | 117                                        |

## Zawodnicy

### Obecny skład
Skład na Mistrzostwa Ameryki 2022
Urugwaj
| Nr | Poz. | Nazwisko i imię      | Data urodzenia | Klub                    | Wzrost | Masa ciała |
| -- | ---- | -------------------- | -------------- | ----------------------- | ------ | ---------- |
| 1  | PF   | Iglesias, Gonzalo    | 04.08.1993     | CB Reina Yogur Clavijo  | 203 cm | 77 kg      |
| 3  | SG   | Osimani, Joaquín     | 06.05.1987     | Club Atlético Goes      | 195 cm | 107 kg     |
| 8  | PG   | Ubal, Agustin        | 19.07.2003     | FC Barcelona            | 198 cm | 88 kg      |
| 10 | F    | Serres, Emiliano     | 07.06.1997     | Obras Sanitarias        | 206 cm | 97 kg      |
| 14 | SG   | Rodríguez, Joaquín   | 14.06.1999     | Obras Sanitarias        | 194 cm | 99 kg      |
| 15 | C    | Batista, Esteban     | 02.09.1983     | Olimpia                 | 207 cm | 122 kg     |
| 18 | PF   | Ottonello, Sebastian | 03.12.1997     | Unión Atlética          | 185 cm | 97 kg      |
| 21 | PG   | Parodi, Luciano      | 16.02.1994     | Hebraica Macabi         | 203 cm | 82 kg      |
| 24 | PG   | Zanotta, Juan        | 25.03.1995     | CA Peñarol              | 203 cm | 95 kg      |
| 33 | C    | Wachsmann, Kiril     | 31.08.1984     | Club Malvín             | 200 cm | 109 kg     |
| 42 | F    | Rojas, Martín        | 23.07.1998     | Biguá de Villa Biarritz | 193 cm | 86 kg      |
| 52 | PG   | Peña, Diego          | 03.07.1996     | CA Peñarol              | 195 cm | 66 kg      |

Selekcjoner:  Rubén Magnano
 Asystenci:  Pablo Daniel •  Edgardo Kogan

### Rozstawienie
| Pozycja | Pierwsza 5        | Formacja 1           | Formacja 2       |
| ------- | ----------------- | -------------------- | ---------------- |
| C       | Kiril Wachsmann   | Nicolas Borsellino   | Mauricio Arregui |
| PF      | Federico Haller   | Theo Metzger         | Nahuel Lemos     |
| SF      | Emiliano Serres   | Martin Rojas         |                  |
| SG      | Joaquin Rodriguez | Gianfranco Espindola | Ignacio Xavier   |
| PG      | Marcos Cabot      | Agustin Ubal         | Diego Garcia     |

### Składy w turniejach międzynarodowych
Igrzyska olimpijskie
Berlin 1936
Héctor González, Alberto Martí, Amílcar Mesa, Rodolfo Braselli, Carlos Gabin, Leandro Gómez, Gregorio Agos, Tabaré Quintans, Humberto Bernasconi, Prudencio de Pena, Alejo González Roig, Víctor Latou, Trener:  Juan Collazo.
Londyn 1948
Martín Acosta y Lara, Nelson Demarco, Héctor García Otero, Adesio Lombardo, Héctor Ruiz, Roberto Lovera, Carlos Rosello, Miguel Diab, Eduardo Folle, Abraham Eidlin Grossman, Gustavo Magarinos, Victorio Cieslinskas, Néstor Anton, Trener:  Raúl Canale.
Helsinki 1952
Martín Acosta y Lara, Héctor García Otero, Adesio Lombardo, Roberto Lovera, Sergio Matto, Wilfredo Peláez, Carlos Rossello, Victorio Cieslinskas, Héctor Costa, Nelson Demarco, Enrique Balino, Tabaré Larre Borges.
Melbourne 1956
Oscar Moglia, Héctor García Otero, Carlos Blixen, Nelson Demarco, Raúl Mera, Héctor Costa, Ariel Olascoaga, Milton Scaron, Sergio Matto, Nelson Chelle, Carlos Gonzáles, Ramiro Cortés, Trener:  Héctor López Reboledo.
Rzym 1960
Carlos Blixen, Washington Poyet, Milton Scaron, Héctor Costa, Raúl Mera, Nelson Chelle, Sergio Matto, Adolfo Lubnicki, Manuel Gadea, Edison Ciavattone, Waldemar Rial, Danilo Coito, Trener:  Héctor López Reboledo.
Tokio 1964
Washington Poyet, Julio Gómez, Edison Ciavattone, Álvaro Roca, Manuel Gadea, Ramiro de León, Sergio Pisano, Luis García, Waldemar Rial, Jorge Maya, Walter Márquez, Luis Koster, Trener:  Raúl Ballefin.
Los Angeles 1984
Wilfredo Ruiz, Horacio López, Álvaro Tito, Víctor Frattini, Walter Pagani, Juan Mignone, Horacio Perdomo, Carlos Peinado, Luis Pierri, Hebert Núñez, Luis Larrosa, Julio Pereyra, Trener:  Ramón Etchamendi.
Mistrzostwa świata
Mistrzostwa świata 1954
Oscar Moglia, Martín Acosta y Lara, Héctor García Otero, Roberto Lovera, Nelson Demarco, Adesio Lombardo, Carlos Rosello, Omar Zubillaga, Héctor Costa, Raúl Mera, Manuel Usher Ferrer, Julio César Gully, Sergio Matto, Enrique Balino, Trener  Prudencio de Pena.
Mistrzostwa świata 1959
Héctor García Otero, Carlos Blixen, Milton Scaron, Washington Poyet, Ramiro Cortés, Sergio Matto, Nelson Chelle, Raúl Mera, Manuel Usher Ferrer, Álvaro Roca, Octavio Pedragosa, Adolfo Lubnicki, Trener  Olguiz Rodríguez.
Mistrzostwa świata 1963
Carlos Blixen, Ramiro de León, Julio Gómez, Sergio Pisano, Manuel Gadea, Álvaro Roca, Waldemar Rial, Atilio Caneiro, Edison Ciavattone, Oscar Ledesma, Francisco di Matteo, Walter Márquez, Trener  Dante Méndez.
Mistrzostwa świata 1967
Oscar Moglia, Washington Poyet, Julio Gómez, Víctor Hernández, Omar Arrestia, Sergio Pisano, Ramiro de León, Luis García, Walter Márquez, Manuel Gadea, Daniel Borroni, Juan Ceriani, Trener  Raúl Ballefin.
Mistrzostwa świata 1970
Omar Arrestia, Sergio Pisano, Manuel Gadea, Víctor Hernández, Ramiro de León, Luis García, Daniel Borroni, Valentín Rodríguez, José Barizo, Daniel Vannet, Walter Lage, Roberto Bomio, Trener  Héctor Bassaiztegui.
Mistrzostwa świata 1982
Wilfredo Ruiz, Álvaro Tito, Walter Pagani, Víctor Frattini, Horacio Perdomo, Carlos Peinado, Gerardo Jauri, Germán Haller, Mario Viola, Luis Larrosa, Luis Pierri, Hebert Núñez, Trener  Ramón Etchamendi.
Mistrzostwa świata 1986
Horacio López, Ramiro Cortés, Álvaro Tito, Joe McCall, Juan Mignone, Horacio Perdomo, Gabriel Waiter, Luis Larrosa, Luis Pierri, Carlos Peinado, Hebert Núñez, Gustavo Sczygielski, Trener  Ramón Etchamendi.
Mistrzostwa Ameryki
Mistrzostwa Ameryki 2009
Sebastián Izaguirre, Panchi Barrera, Mauricio Aguiar, Emilio Taboada, Diego González, Reque Newsome, Leandro García Morales, Martín Osimani, Gastón Páez, Juan Pablo Silveira, Nicolás Borsellino, Esteban Batista, Trener:  Gerardo Jauri.
Mistrzostwa Ameryki 2013
Esteban Batista, Frederico Bavosi, Marcos Cabot, Mathias Calfani, Bruno Fitipaldo, Leandro Garcia Morales, Sebastian Izaguirre, Nicolás Mazzarino, Reque Newsome, Emilito Taboada, Sebastián Vázquez, Kiril Wachsmann, Trener:  Pablo Lopez.
Mistrzostwa Ameryki 2015
Mauricio Aguiar, Demian Alvarez, Nicolas Borsellino, Hernando Caceres, Mathías Calfani, Bruno Fitipaldo, Reque Newsome, Martín Osimani, Luciano Parodi, Marcel Souberbielle, Santiago Vidal, Kiril Wachsmann, Trener:  Adrián Capelli.
Mistrzostwa Ameryki 2022
Gonzalo Iglesias, Joaquín Osimani, Agustin Ubal, Emiliano Serres, Joaquín Rodríguez, Esteban Batista, Sebastian Ottonello, Luciano Parodi, Juan Zanotta, Kiril Wachsmann, Martín Rojas, Diego Peña, Trener:  Rubén Magnano.
Igrzyska panamerykańskie
Igrzyska panamerykańskie 1991
Alejandro Costa, Juan Blanc, Marcelo Capalbo, Jeffrey Granger, Gustavo Sczygielski, Javier Guerra, Luis Larrosa, Hebert Núñez, Horacio Perdomo, Álvaro Tito, Daniel Koster, Enrique Tucuna, Trener:  Javier Espíndola.
Igrzyska panamerykańskie 1995
Marcel Bouzout, Gonzalo Caneiro, Marcelo Capalbo, Federico Garcín, Jeffrey Granger, Adrián Laborda, Diego Losada, Alain Mayor, Óscar Moglia, Gustavo Sczygielski, Luis Silveira, Trener:  Luis Pierri.
Igrzyska panamerykańskie 1999
Adrián Bertolini, Marcel Bouzout, Bruno Abratansky, Jorge Cabrera, Diego Castrillón, Diego Losada, Nicolás Mazzarino, Óscar Moglia, Pablo Morales, Luis Silveira, Martín Suárez, Trener:  Hugo Vázquez.
Igrzyska panamerykańskie 2003
Mauricio Aguiar, Esteban Batista, Leandro García Morales, Sebastián Leguizamón, Nicolás Mazzarino, Alejandro Muro, Trelonnie Owens, Gastón Paez, Alejandro Pérez, Luis Silveira, Gustavo Szczgielsky, Emiliano Taboada, Trener:  Che García.
Igrzyska panamerykańskie 2007
Emilio Taboada, Mauricio Aguiar, Leandro García Morales, Esteban Batista, Gastón Paez, Nicolás Mazzarino, Fernando Martínez, Panchi Barrera, Claudio Charquero, Martín Osimani, Juan Pablo Silveira, Sebastián Izaguirre, Trener:  Alberto Espasandin.
Mistrzostwa Ameryki Południowej 2010
Bruno Fitipaldo, Fernando Martínez, Martín Osimani, Joaquín Izuibejeres, Joaquín Osimani, Iván Loriente, Mauricio Aguiar, Mathías Calfani, Reque Newsome, Esteban Batista, Gastón Páez, Sebastián Izaguirre, Trener:  Gerardo Jauri.
Mistrzostwa Ameryki Południowej 2016
Bruno Fitipaldo, Mauricio Agular, Mathias Calfani, Panchi Barrera, Juan Ducasse, Sebastian Vazquez, Esteban Batista, Frederico Haller, Luciano Parodi, Reque Newsome, Salvador Zanotta, Kiril Wachsmann, Trener:   Marcelo Signorelli.

## Selekcjonerzy
| Lp. | Imię i nazwisko       | Okres urzędowania | Okres urzędowania |
| --- | --------------------- | ----------------- | ----------------- |
| 1.  | Juan Collazo          | 1936              | 1936              |
| 2.  | Raúl Canale           | 1948              | 1948              |
| 3.  | Prudencio de Pena     | 1954              | 1954              |
| 4.  | Héctor López Reboledo | 1956              | 1956              |
| 5.  | Olguiz Rodríguez      | 1959              | 1959              |
| 6.  | Héctor López Reboledo | 1960              | 1960              |
| 7.  | Dante Méndez          | 1963              | 1963              |
| 8.  | Raúl Ballefin         | 1964              | 1967              |
| 9.  | Héctor Bassaiztegui   | 1970              | 1970              |
| 10. | Ramón Etchamendi      | 1982              | 1986              |
| 11. | Javier Espíndola      | 1991              | 1991              |

| Lp. | Imię i nazwisko    | Okres urzędowania | Okres urzędowania |
| --- | ------------------ | ----------------- | ----------------- |
| 12. | Luis Pierri        | 1995              | 1995              |
| 13. | Hugo Vázquez       | 1999              | 1999              |
| 14. | Che García         | 2003              | 2003              |
| 15. | Alberto Espasandin | 2007              | 2007              |
| 16. | Gerardo Jauri      | 2008              | 2011              |
| 17. | Alvaro Tito        | 2011              | 2011              |
| 18. | Pablo Lopez        | 2011              | 2013              |
| 19. | Mateo Rubio Díaz   | 2014              | 2014              |
| 20. | Adrian Capelli     | 2014              | 2015              |
| 21. | Marcelo Signorelli | 2016              | 2018              |
| 22. | Rubén Magnano      | 2018              | urzęduje          |